# 褐柄双盖蕨
褐柄双盖蕨（学名：Diplazium petelotii）也称褐柄短肠蕨，为蹄盖蕨科双盖蕨属下的一个种。